# Absorption (physique)
 (août 2022).
Si vous disposez d'ouvrages ou d'articles de référence ou si vous connaissez des sites web de qualité traitant du thème abordé ici, merci de compléter l'article en donnant les références utiles à sa vérifiabilité et en les liant à la section « Notes et références ».
Ne doit pas être confondu avec adsorption.
Pour les articles homonymes, voir Absorption.
L’absorption est un phénomène ou processus physique et chimique dans lequel des atomes, molécules ou ions pénètrent dans une phase gazeuse, liquide ou solide. Les espèces absorbées, quant à elles, entrent à l'intérieur de la phase (i. e. en profondeur dans le volume). L’absorption est donc la rétention d’une espèce gazeuse par une substance liquide.

## Absorption Vs. adsorption
Ce phénomène est différent de l’adsorption où les espèces adsorbées restent à la surface, tandis que l'absorption est un phénomène de volume. L’absorption et l'adsorption peuvent être regroupées sous le terme sorption.

## Partage entre deux phases
On considère deux phases « 1 » et « 2 » auxquelles on ajoute un troisième constituant i qui va être absorbé par les deux phases ; i va se partager entre les deux phases suivant l'équilibre : 
{\displaystyle i_{\text{phase1}}\rightleftharpoons i_{\text{phase2}}}
L’absorption lors de ce partage obéit à la loi de cloison de Nernst :
« Le ratio des activités d’une substance dissoute dans deux phases en contact est une constante. »
{\displaystyle {\frac {a_{\text{phase1}}}{a_{\text{phase2}}}}={\text{constante d'équilibre}}\;K}
La grandeur K est nommée « coefficient de partage » et sa valeur dépend de la température.
Si les concentrations ne sont pas trop élevées (si la solution peut être considérée comme idéale, i.e. les interactions du soluté avec lui-même sont négligeables), les activités a peuvent être confondues avec la fraction molaire {\displaystyle x} ou la concentration C (le coefficient {\displaystyle \gamma _{i}} est considéré comme égal à 1).
{\displaystyle {\frac {C_{\text{phase1}}}{C_{\text{phase2}}}}=K}
Si la molécule absorbée subit une association ou une dissociation que ce soit dans la phase « 1 » ou « 2 », alors l’équation ci-dessus, qui décrit l’équilibre entre les concentrations C de chaque phase, doit tenir compte des modifications intervenues. Par exemple, l'acide benzoïque absorbé dans le benzène forme un dimère (C6H5COOH)2.
Dans le cas de l'absorption d'un gaz, il est souvent admis d’utiliser l’équation des gaz parfaits, C = p/RT ; il est alors possible de se servir de pressions partielles plutôt que des concentrations dans les relations.

## Procédé Industriel
L'absorption est un procédé industriel très commun dans lequel un gaz ou une vapeur est capté par un liquide, permettant la récupération de certaines molécules ou la purification de l'air, des gaz industriels, ou encore la séparation de composants spécifiques dans des milieux gazeux. Ce procédé se base sur des phénomènes de solubilité, de diffusion et d'équilibre gaz-vapeur et peut, ou non, faire intervenir une réaction chimique.

### Notion d'équilibre
Le phénomène d'absorption repose principalement sur le phénomène d'équilibre liquide-gaz. Soit {\displaystyle x_{i}} la fraction molaire d'un composé {\displaystyle i} dans la phase liquide et {\displaystyle y_{i}} la fraction molaire de ce même composé {\displaystyle i} dans la phase gazeuse. Dans le cas idéal, l'équilibre est décrit par la loi de Raoult : 
{\displaystyle y_{i}=x_{i}P_{i}^{0}}
Où :
- {\displaystyle y_{i}} est la fraction molaire de l’espèce {\displaystyle i} dans la phase gazeuse,
- {\displaystyle x_{i}} est la fraction molaire de l’espèce {\displaystyle i} dans la phase liquide,
- {\displaystyle P_{i}^{0}} est la pression de vapeur saturante de l'espèce {\displaystyle i} à la température donnée.

Néanmoins, l'équilibre est rarement idéal, car l’espèce {\displaystyle i} peut être soumise à des interactions fortes, comme des liaisons hydrogène, ou à des problèmes de solubilité. La loi de Raoult ne peut donc plus s'exprimer comme une fonction linéaire, puisque l'activité chimique de l’espèce {\displaystyle i} n'est plus assimilable à sa fraction molaire {\displaystyle x_{i}}.
Pour tenir compte de ces problèmes de solubilités, les coefficients {\displaystyle K_{L}} et {\displaystyle K_{G}}, tous deux en {\displaystyle mol.m^{-2}s^{-1}} sont définis de la manière suivante : 
{\displaystyle {\begin{cases}j_{i}=K_{G}(y_{i}-y_{i}^{*})\\j'_{i}=K_{L}(x_{i}^{*}-x_{i})\end{cases}}}
Où :
- {\displaystyle j_{i}(mol.m^{-2}.s^{-1})} désigne la quantité de l’espèce {\displaystyle i} transférée de la phase gazeuse à la phase liquide par unité de surface et de temps.
- {\displaystyle j'_{i}(mol.m^{-2}.s^{-1})} désigne la quantité de l’espèce {\displaystyle i} transférée de la phase liquide à la phase gazeuse par unité de surface et de temps. À l'équilibre, {\displaystyle j_{i}=j'_{i}}.
- {\displaystyle (x_{i}^{*}-x_{i})} représente le gradient de concentration de l’espèce {\displaystyle i} dans la phase liquide entre la concentration d'équilibre dans le cas idéal ({\displaystyle x_{i}^{*}}) et dans le cas réel ({\displaystyle x_{i}})
- {\displaystyle (y_{i}-y_{i}^{*})} représente le gradient de concentration de l’espèce {\displaystyle i} dans la phase gazeuse entre la concentration d'équilibre dans le cas idéal ({\displaystyle y_{i}^{*}}) et dans le cas réel ({\displaystyle y_{i}})
- {\displaystyle K_{G}(mol.m^{-2}.s^{-1})} est le coefficient de transfert côté gaz et traduit la capacité de l’espèce {\displaystyle i} à passer de la phase gazeuse dans un solvant donné pour une température et une pression donnée. Sa valeur peut être exprimée grâce à la loi de Raoult.
- {\displaystyle K_{L}(mol.m^{-2}.s^{-1})} est le coefficient de transfert côté liquide et traduit la vitesse de solubilisation du gaz dans un solvant donné pour une température et une pression donnée. Sa valeur peut être exprimée grâce à la loi de Henry, ce qui permet d'évaluer la solubilité de l’espèce {\displaystyle i} à partir de la valeur de {\displaystyle K_{L}}. Plus le {\displaystyle K_{L}} est faible, plus le transfert de masse dans la phase liquide est difficile, ce qui nécessitera des pressions plus élevées pour parvenir à une absorption efficace.

Ces deux coefficients sont très importants pour rendre compte des non-idéalités des phénomènes ayant lieu lors de l'absorption. Néanmoins, elles traduisent uniquement des transferts globaux, par unité de surface totale d'installation. Ainsi, il est aussi possible de définir des variables locales, respectivement {\displaystyle k_{L}} et {\displaystyle k_{G}}, qui permettent de rendre compte de ces problématiques de solubilité à une échelle beaucoup plus locale. Ces grandeurs sont définies de la même façon que les grandeurs globales, c'est-à-dire par des bilans de masse locaux.
En revanche, {\displaystyle k_{L}} et {\displaystyle k_{G}} traduisent la capacité de l’espèce {\displaystyle i} à diffuser dans les phases liquides et gazeuses respectivement. Une grande valeur de  {\displaystyle k_{L}} signifie que l’espèce {\displaystyle i} diffuse facilement dans la phase liquide (que la concentration dans le liquide est donc homogène, donc que le phénomène d'absorption ne connait pas de zone préférentielle) tandis qu'une grande valeur de {\displaystyle k_{G}} traduit quant à elle la capacité de l’espèce {\displaystyle i} à migrer vers l'interface avec le liquide.
Les valeurs de {\displaystyle k_{L},K_{L},k_{G}{\text{ et }}K_{G}} nous donnent de fait des informations sur la solubilité de l’espèce {\displaystyle i} dans un solvant donné pour des valeurs de température et de pression données. En effet, si{\displaystyle {\begin{cases}k_{G}\approx K_{G}\\k_{L}>>>K_{L}\end{cases}}}
Cela signifie l’espèce {\displaystyle i} ne subit aucun problème de diffusion dans la phase gazeuse ni dans la phase liquide. La pression du gaz incident n'a donc pas d'importance. Cela traduit un gaz très soluble dans le solvant choisi et pour des valeurs thermodynamiques (température et pression données). De la même manière, si 
{\displaystyle {\begin{cases}k_{G}>>>K_{G}\\k_{L}\approx K_{L}\end{cases}}}
Cela signifie que le phénomène limitant est la solubilité du gaz dans le solvant pour ces grandeurs thermodynamiques. Le composé {\displaystyle i} n'a aucune difficulté à migrer au sein de la phase gaz, mais est bloqué à l'interface avec le liquide. Ce qui est dissout ne diffuse pas ou peu dans la phase liquide.
En reprenant le bilan de masse global, il est possible d'exprimer {\displaystyle y_{i}=f(x_{i})}, c'est-à-dire la courbe d'équilibre tenant compte des non-idéalités du phénomène d'absorption. À l'équilibre, {\displaystyle j_{i}=j'_{i}}. De fait,
{\displaystyle {\begin{cases}j_{i}=K_{G}(y_{i}-y_{i}^{*})\\j'_{i}=K_{L}(x_{i}^{*}-x_{i})\end{cases}}\longrightarrow y_{i}^{*}={\frac {K_{L}}{K_{G}}}(x_{i}-x_{i}^{*})+y_{i}}
On définit ainsi {\displaystyle \alpha ={\frac {K_{L}}{K_{G}}}} de telle manière que {\displaystyle y_{i}=\alpha x_{i}}, ce qui nous donne la version modifiée de la loi de Raoult qui sert de courbe d'équilibre. Il est à noter que pour les composés peu soluble, la loi de référence est la loi de Henry. Nous pouvons alors réaliser le schéma suivant : 

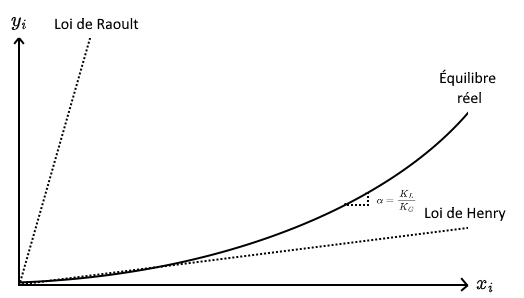
Diagramme d'équilibre x/y dans le cadre de l'absorption

Il est à noter que les grandeurs locales et globales peuvent être reliées par diverses relations mathématiques : 
{\displaystyle {\frac {1}{K_{G}}}={\frac {1}{k_{G}}}+{\frac {\alpha }{k_{L}}}{\text{ et  }}{\frac {1}{K_{L}}}={\frac {1}{k_{L}}}+{\frac {1}{\alpha k_{G}}}}

### Courbe opératoire et construction de McCabe-Thiele
Comme dans le cadre d'autres procédés de séparation, comme l'extraction liquide-liquide ou la distillation, il est aussi possible de définir une courbe opératoire pour l'absorption via des bilans de matière. Soit une colonne d'absorption (à plateaux ou à garnissage). on note {\displaystyle (x_{e},y_{e})} les valeurs de fractions molaire en composé {\displaystyle i} respectivement dans les phases liquides et gazeuses en entrée de colonne. Symétriquement, le couple {\displaystyle (x_{s},y_{s})} désigne ces mêmes grandeurs en sortie. On note {\displaystyle L} le débit molaire de liquide et {\displaystyle G} le débit molaire de gaz. Le bilan suivant nous donne l'expression de la droite opératoire : 
{\displaystyle G.y_{e}+L.x_{e}=G.y_{s}+L.x_{s}\longrightarrow y_{s}={\frac {L}{G}}(x_{s}-x_{e})+y_{e}}

Ce bilan peut aussi être réalisé pour une valeur {\displaystyle L_{min}} de débit de liquide. Pour une colonne à plateaux, il est ainsi possible de déterminer le nombre de plateaux théoriques grâce à la méthode de McCabe-Thiele. Pour cela, il est habituel de raisonner en termes de charge, ce qui requiert de supposer que le solvant est non volatile et ne se retrouvera de fait pas dans la phase gazeuse. On définit la charge de la manière suivante : 

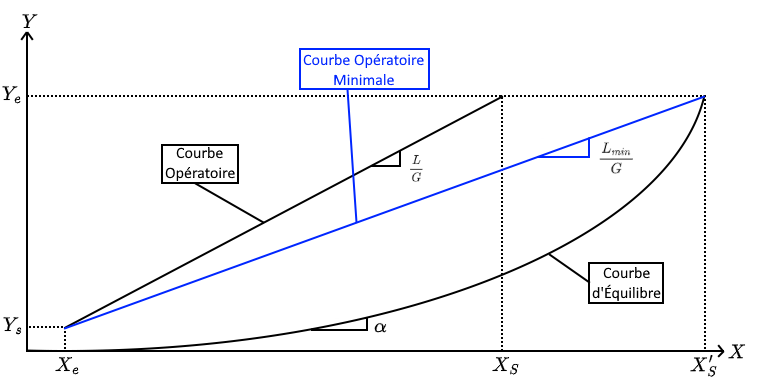
Diagramme de McCabe-Thiele pour une colonne d'absorption à plateaux.

{\displaystyle {\begin{cases}X_{i}={\frac {x_{i}}{1-x_{i}}}\\Y_{i}={\frac {y_{i}}{1-y_{i}}}\end{cases}}}

Où {\displaystyle x_{i}{\text{ et }}y_{i}} désignent toujours les fractions molaires du composé {\displaystyle i} dans les phases liquides et gazeuses respectivement. La charge peut aussi être définie en termes de fractions massiques.
Dans le cadre de colonnes à garnissage, il est impossible d'utiliser la méthode de McCabe-Thiele, puisqu'il s'agit d'une colonne à contact différentiel. On passe alors par la méthode du Nombre d'Unités Théoriques (NUT), défini de la manière suivante :

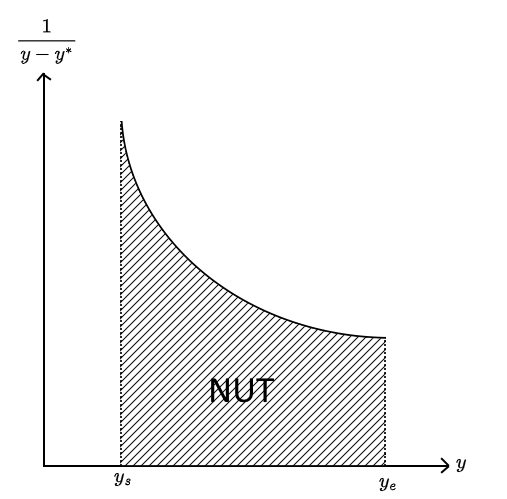
Construction graphique permettant de déterminer le NUT pour une colonne d'absorption à garnissage.

{\displaystyle NUT=\int _{y_{e}}^{y_{s}}{\frac {1}{y-y^{*}}}dy}
Où {\displaystyle y} représente la fraction molaire en phase gaz du composé d'intérêt à extraire, {\displaystyle y^{*}} sa fraction massique à l'équilibre, donnée par la courbe d'équilibre définie précédemment (loi de Raoult modifiée), {\displaystyle y_{e}} la fraction molaire en entrée, donc en bas de colonne, et {\displaystyle y_{s}} la fraction molaire en sortie, c'est-à-dire en tête de colonne. Cette méthode fonctionne avec les mêmes hypothèses que la méthode de McCabe-Thiele, à savoir que le régime permanent est atteint et qu'il existe un équilibre à chaque plateau théorique.
Le plus souvent, il est impossible de calculer analytiquement cette intégrale, soit car l'expression de {\displaystyle y^{*}} est inconnue, soit car {\displaystyle {\frac {1}{y-y^{*}}}} n'a pas de primitive simple. La détermination du NUT est alors graphique, en traçant {\displaystyle {\frac {1}{y-y^{*}}}=f(y)}, puis en déterminant l'aire sous la courbe, par exemple grâce à la méthode des trapèzes.
Grâce à la détermination du HUT (Hauteur d'Unité Théorique), il est ainsi possible de dimensionner une colonne à garnissage.

### Dimensionnement de colonnes et stratégies d'optimisation
L'absorption est un procédé exothermique favorisé à haute pression et basse température (expliquant ainsi le comportement non-parfait des gaz). Un bon solvant ne doit pas être volatile, toxique ou corrosif. Il doit être capable de solubiliser le gaz à extraire et être suffisamment sélectif pour ne pas dissoudre les autres gaz. Il doit par ailleurs être facilement disponible en quantités arbitraires et le moins cher possible.
Lorsqu’un gaz est très soluble dans le liquide, cela signifie que la capacité du liquide à dissoudre le gaz est élevée. Dans ce cas, la vitesse du transfert de masse dépend principalement de l'efficacité avec laquelle le gaz peut entrer en contact avec le liquide et se dissoudre dans celui-ci. Afin de maximiser cette efficacité, il est préférable de présenter le gaz sous forme de bulles fines. En effet, cela permettra d'augmenter au maximum la surface de contact entre les deux phases et d'améliorer la diffusion du gaz vers le liquide. Par ailleurs, Dans le cas de gaz très solubles, la pression partielle dans la phase gazeuse peut être relativement faible, ce qui nécessite une meilleure dispersion du gaz pour optimiser l’absorption. Les petites bulles maximisent cette interaction. Ces bulles peuvent être générées par un distributeur de gaz en pied de colonne.
En revanche, lorsqu’un gaz a une faible solubilité dans le liquide, la capacité du liquide à dissoudre le gaz est limitée. Dans ce cas, il est plus efficace de présenter le gaz sous forme de fines gouttelettes plutôt que sous forme de bulles. La raison principale est que la solubilité limitée signifie qu'une grande partie du gaz, même en contact avec le liquide, ne pourra pas se dissoudre. Il est donc préférable de pulvériser le gaz sous forme de gouttelettes fines, ce qui permettra aussi de maximiser la surface de contact entre les phases, mais aussi de créer un mouvement turbulent dans le liquide, ce qui peut favoriser le transfert de masse et limiter la formation de zones mortes où le gaz ne pourrait pas atteindre la phase liquide efficacement.

#### Détermination du HUT
Pour une colonne à plateaux, le nombre d'étages théoriques et donné par la construction en escalier de McCabe-Thiele, tandis que pour une colonne à garnissage, la méthode utilisée est celle du NUT. Afin de dimensionner ces deux types d'installation, il est nécessaire de connaitre la hauteur d'un étage théorique dans chacun des cas. Pour une colonne à plateaux, on parle de Hauteur Équivalente à un Plateau Théorique (HEPT) et pour une colonne à garnissage, on parle de Hauteur d'Unité Théorique (HUT).
Soit une colonne à garnissage de surface spécifique {\displaystyle a_{c}}, de porosité {\displaystyle \varepsilon } et de section {\displaystyle \Omega } fonctionnant en régime permanent. Par un bilan de masse sur une tranche de garnissage de hauteur {\displaystyle dz}, il est possible d'accéder au HUT : 
Pour un volume élémentaire {\displaystyle dV=\Omega dz}, l'aire de garnissage s'écrit {\displaystyle dS_{g}=(\Omega dz)a_{c}}. Le flux de matière, égal du côté liquide et gaz (puisque le régime permanent est atteint), s'écrit de fait de la manière suivante : 
{\displaystyle dn_{i}=K_{G}(y_{i}-y_{i}^{*})dS_{g}=K_{L}(x_{i}^{*}-x_{i})dS_{g}}
Par ailleurs, il bilan sur ce volume élémentaire donne : 
{\displaystyle L.x_{e}+G.y_{e}=d(L.x_{s})+G.y_{s}-d(G.x_{s})=G.y_{s}+(dL-dG)x_{s}+(L-G)dx_{s}}
On peut donc écrire {\displaystyle dn_{i}=G.dy_{i}}, ce qui nous donne ainsi : 
{\displaystyle G.dy_{i}=K_{G}(y_{i}-y_{i}^{*})\Omega dza_{c}\longrightarrow dz=\left({\frac {G}{\Omega K_{G}a_{c}}}\right)\left({\frac {dy_{i}}{y_{i}-y_{i}^{*}}}\right)}
En intégrant cette équation sur toute la colonne, on aboutit à la relation suivante :
{\displaystyle Z=\left({\frac {G}{\Omega K_{G}a_{c}}}\right)\int _{y_{s}}^{y_{e}}\left({\frac {dy_{i}}{y_{i}-y_{i}^{*}}}\right)}
Le terme {\displaystyle \left({\frac {G}{\Omega K_{G}a_{c}}}\right)} est appelé HUT, tandis que le terme {\displaystyle \int _{y_{s}}^{y_{e}}\left({\frac {dy_{i}}{y_{i}-y_{i}^{*}}}\right)} est le NUT défini plus tôt.